# 伊辛吉羅區
伊辛吉羅區是非洲中部國家烏干達的111個區之一，由西部區負責管轄，首府是伊辛吉羅，距離姆巴拉拉約35公里，主要的經濟產業是農業，2010年人口估計為400,300。

## 外部連結
- Isingiro District Homepage

00°50′S 30°50′E / 0.833°S 30.833°E